# 廖士翔
廖士翔（Shih-Siang Shawn Liao，1974年10月18日—）出生於香港，祖籍福建诏安，从小在美国西雅图长大，前职业篮球运动员，他身高5英尺7英寸（1.70米），位置为控球后卫，球衣号码为32号。
廖士翔曾是华盛顿州出色的高中篮球选手，在1993年-1996年成为少数亚洲人之中获选到美国大学联盟甲级联赛(NCAA Division I)- 長島大學 (Long Island University)，后来转学到哥伦比亚大学(Columbia University)主修化学工程及经济科系，但是在哥伦比亚大学并没有参加球队（96年到99年）。 廖士翔也曾是美国华盛顿州出色的高中篮球选手(1989-1993)。从96年到98年期间，他参与西班牙和墨西哥职业篮球联盟。2007年投入第五季超級籃球聯賽新人選秀會，持有中華民國身分證。中国篮球博物馆在2007年选称廖士翔为十大征战NCAA中国球员之一。
目前是美国海爵全球企业公司(Hydra Worldwide Corporation)及其他关系企业之创立人及执行总裁。他的眼界和领导风格是海爵和其分公司自1998年创办以来成长和发展的关键因素。

## 相关参考
- 马健